# Кінематограф Мадагаскару
Кінематограф Мадагаскару — індустрія виробництва, розповсюдження, зберігання та демонстрування художніх і документальних фільмів на території Мадагаскару. Цілком оригінальні мадагаскарські фільми відсутні, усі фільми зняті за підтримки закордону. Країна ніколи не знімали власним коштом власне кіно і була лише майданчиком, або співпрацювала у виробництві фільмів.

## Історія

### Поява перших малагасійскіх фільмів (1937—1960)
Вперше кінематограф був представлений в 1896 році французькими колонізаторами в єдиному кінотеатрі країни в Антананаріву. У наступні роки відкрилися інші «кімнати з екранами», дистрибуцією займалися італійські підприємці, а до 1930 року кіно стало доступно в багатьох районах країни. У 1937 році режисер Філіп Раберудзу зняв документальний фільм «Мучениця Расалама» (малаг. Rasalama Maritiora), що вважається першим національним фільмом і розповідає про протестантську мученицю.
У 1950-ті роки з'явилися перші художні фільми: «Ітуерам-булафуці» (малаг. Itoeram-bolafotsy), «Бігорн, капрал Франції» (фр. La Bigorne) спільно з Францією.

### Розповсюдження іноземних фільмів (1960—1975)
З набуттям незалежності в 1960 році, кіно Мадагаскару перебувало під впливом материкової Африки. У результаті політичних змін в 1972 році на Мадагаскарі показували радянське і східноєвропейське кіно, а також італійські спагеті-вестерни. До того ж в 1975 році всі кінотеатри були націоналізовані. Протягом цього періоду з'явилися такі значущі фільми як «Аварія» (фр. L'Accident, 1972) режисера Бенуа Рамампі (малаг. Benoit Ramampy), «Повернення» (1973) режисера Ігнасіо Рандрасана Сулу (малаг. Ignace Randrasana Solo) і «На розсуд» (малаг. Asakasaka) режисера Жюстіна лімба Махараву (малаг. Justin Limby Maharavo).

### Розвиток національного кінематографа (1975—2000)
Незважаючи на те, що всі кінотеатри закрилися до 1980 року, фільм «Хвилювання» (малаг. Tabataba, 1988) режисера Раймона Радзаунарівелу (фр. Raymond Rajaonarivelo) був представлений на фестивалі в Карфагені і Каннах.
Від повного державного контролю кінематограф позбувся в 1990 році.
Більшу частину ко-продукції досі складають фільми про флору і фауну острова. Культура і міфологія Мадагаскару відображена в спільному з Францією фільмі — «Оповідання з Мадагаскару» (малаг. Angano... Angano..., 1989).
Найбільш значним режисером ігрового кіно є Раймон Радзаунарівелу, який зміг представити ще один свій фільм «Коли зірки зустрічають море» (фр. Quand les étoiles rencontrent la mer) на фестивалі в Каннах.

### Пожвавлення (2000-ті)
У 2000 відзначається пожвавлення малагасийского кінематографа, допомогу якому надає держава. За прикладом французького Національного Центру Кінематографії (CNC) створюється Фонд підтримки малагасийского кінематографа (Le fonds de soutien malgache au développement cinématographique national).
У країні проходять перші кінофестивалі: у 2000 році — фестиваль документального кіно, в 2006-му — шостий Міжнародний Фестиваль острівного фільму. Успіхом користувалися стрічки: «Дороги життя» (Vakivakim-piainana, 2006) і «Пірати» (Piraty) режисерів Ж. Разафіндракуту і М. Разафімандімбі.

## Мадагаскарські фільми за роками
- Fara [Архівовано 25 липня 2014 у Wayback Machine.]

### 1937
- Мучениця Расалама

### 1988
- Tabataba [Архівовано 25 липня 2014 у Wayback Machine.]

### 1996
- Коли зірки зустрічають море [Архівовано 25 липня 2014 у Wayback Machine.]

### 2004
- Соулі [Архівовано 25 липня 2014 у Wayback Machine.]

### 2005
- Adrenaline Hunters: The Movie [Архівовано 25 липня 2014 у Wayback Machine.]
- Махалео [Архівовано 25 липня 2014 у Wayback Machine.]

### 2007
- Coast to Coast Madagascar [Архівовано 25 липня 2014 у Wayback Machine.]

### 2008
- Мадагаскар: Містичний, Чарівний, Пам'ятний [Архівовано 25 липня 2014 у Wayback Machine.]

### 2010
- Вас коли-небудь жалили мертві бджоли? [Архівовано 25 липня 2014 у Wayback Machine.]

### 2012
- Революція [Архівовано 25 липня 2014 у Wayback Machine.]
- Musicwood [Архівовано 25 липня 2014 у Wayback Machine.]
- Terra Sacra Time Lapses [Архівовано 25 липня 2014 у Wayback Machine.]
- The Tropic of Capricorn: A Time-lapse Journey [Архівовано 25 липня 2014 у Wayback Machine.]

### 2013
- Велома, над водою [Архівовано 25 липня 2014 у Wayback Machine.]

### 2014
- Острів лемурів: Мадагаскар [Архівовано 25 липня 2014 у Wayback Machine.]